# Kalmosaari (ö i Juga, Halijärvi)
Kalmosaari är en liten ö i Halijärvisjön i Finland. Ordet kalmosaari hänvisar antagligen att ön har varit begravningsplats. Ön ligger i sjön Halijärvi och i kommunen Juga i den ekonomiska regionen  Joensuu och landskapet Norra Karelen, i den centrala delen av landet, 400 km nordost om huvudstaden Helsingfors. Öns area är 0,8 hektar och dess största längd är 120 meter i sydöst-nordvästlig riktning.